# Хвороба Педжета
Хвороба Педжета — хронічне захворювання, що розвивається внаслідок порушеного кісткового ремоделювання, що приводить до збільшення розміру та деформації кісток, що проявляється болями в кістках, патологічними переломами та артритами прилеглих суглобів, в рідкісних випадках з розвитком злоякісного процесу (саркома Педжета). У більшості випадків уражаються осьовий скелет і такі його відділи, як таз, стегнова кістка, великогомілкова кістка, поперековий відділ хребта, лопатка, кістки черепа. Хвороба названа на честь британського патолога Джеймса Педжета.

## Епідеміологічні особливості
Частота захворювання дорівнює 1,5-8 % в популяції. Найчастіше даним захворюванням страждають чоловіки старше 50-55 років. Представники європеоїдної раси хворіють частіше. Випадки захворювання в Скандинавських країнах, Азії рідкісні.

## Етіологія
Нині точної причини захворювання невідомо, однак існує кілька теорій про причину виникнення хвороби Педжета:
- екологічна;
- вірусна;
- генетична.

Все більше факторів схиляє лікарів припускати генетичну етіологію захворювання. До теперішнього часу описані мутації в генах SQSTM1 (кодує білок p62, який регулює функцію остеокластів), RANK (кодує рецептор активатора ядерного фактора кВ — мембранний білок 1 типу, що експресується на поверхні остеокластів, залучений в їх активацію при зв'язуванні з лігандом), а також локусах 5q31 і 6p.
Вірусна етіологія до кінця не доведена, проте, припускають, що вірус активує аномальну активність остеокластів тільки у генетично схильного пацієнта.

## Патогенез
У патогенезі захворювання виділяють 4 стадії:
1. Стадія підвищеної активності остеокластів.
2. Стадія остеокласто-остеобласної активності.
3. Стадія підвищеної активності остеобластів.
4. Стадія злоякісної дегенерації.

Майже у 40 % хворих виявляється обтяжений сімейний анамнез, що характеризується аутосомно-домінантним типом успадкування.

## Клінічні прояви
Хворі скаржаться на сильні кісткові болі, деформації кісток, глухоту і патологічні переломи, проте зустрічаються випадки безсимптомного перебігу захворювання. Найбільш схильні до деформацій стегнова і великогомілкова кістки, оскільки витримують великі навантаження від маси тіла. Глухота може бути викликана здавленням слухового нерва або внаслідок остеосклерозу скроневої кістки.
При тяжкому перебігу хвороби Педжета (15 % випадків) відбувається формування артеріовенозних фістул в кістках з розвитком такої серцево-судинної патології, як гіпертрофія серця, серцева недостатність, кальцифікація мітрального клапана.
Можуть спостерігатися неврологічні симптоми: надлишковий тиск на головний мозок, спинний мозок, нервові корінці, зниження (синдром обкрадання) кровопостачання головного та спинного мозку, порушення слуху і зору.
Рідкісним (менш ніж у 1 % пацієнтів) ускладненням хвороби Педжета є остеосаркома.

## Діагностика
Стандартне біохімічне дослідження більш ніж у 80 % випадках виявляє підвищення активності лужної фосфатази.
Основним інструментальним методом діагностики є рентгенографія. Типовими рентгенологічними ознаками є остеосклероз, що чергується ділянками остеолізу, збільшення кістки й деформація. Можливе проведення сцинтиграфії кісток, яка дозволить визначити поширеність захворювання і виявити можливі асимптотні ураження кісток. При можливому метастатичному ураженні кісток слід проводити кісткову біопсію.

## Лікування
У першу чергу лікування повинно бути спрямоване на купірування больового статусу. Призначають анальгетики або нестероїдні протизапальні засоби, якщо ці заходи неефективні, то слід застосовувати бісфосфонати. Препаратами вибору при хворобі Педжета є амінобісфосфонати (золедронат). Вони пригнічують біохімічні маркери кісткового метаболізму. При резистентності до даної терапії застосовують синтетичний кальцитонін як альтернативу.